# Wamba (Nigeria)
Wamba es una localidad del estado de Nasarawa, en Nigeria, con una población estimada en marzo de 2016 de 98 100 habitantes.
Se encuentra ubicada en el centro del país, cerca de la orilla del río Níger.